# (38757) 2000 RM1
2000 RM1 (asteroide 38757) é um asteroide da cintura principal. Possui uma excentricidade de 0.18157200 e uma inclinação de 2.05426º.
Este asteroide foi descoberto no dia 1 de setembro de 2000 por LINEAR em Socorro.